# 우에스기 도모사다 (1525년)
우에스기 도모사다(일본어: 上杉朝定, 1525년 ~ 1546년 5월 19일)는 무사시의 센고쿠 다이묘. 오기가야쓰 우에스기 가문의 사실상 마지막 당주이다.

## 생애
다이에 5년(1525년), 우에스기 도모오키의 아들로 태어난다. 덴분 6년(1537년) 4월 아버지가 돌아가시자, 가독을 이어 도슈가 된다. 하지만, 젊은 도모사다가 가독상속을 하는 것을 호기로 본 호조 우지쓰나(北条氏綱)가 7월 가와고에 성을 공격한다. 도모사다는 패해 퇴각한 후 마쓰야마 성을 거성으로 삼는다. 그리고, 고호조씨에 대항하기 위해 무사시국 다치바나군에 간다이지 성을 쌓는다.
덴분 10년(1541년) 오랜 기간 싸워왔던 숙적 야마노우치 우에스기가와 화친하고, 호조 우지야스(北条氏康)에 대항한다. 덴분 14년(1545년) 스루가의 이마가와 요시모토(今川義元)와 연대한다, 또, 우에스기 노리마사(上杉憲政)와 고가쿠보(古河公方)인 아시카가 하루우지(足利晴氏)와 함께 연합한다. 이렇게 연합한 8만 대군으로 가와고에 성을 공격한다.
가와고에 성 성주 호조 쓰나시게(北条綱成)는 선전하지만, 곧 함락하기에 이른다. 그러나, 덴분 15년(1546년) 4월 20일, 가와고에 성에서 호조 우지야스가 이끄는 별동대에 기습을 받아 전사한다. 향년 22세. (가와고에 성 전투)
우에스기 도모사다의 죽음에 의해 오기가야쓰 우에스기가 가문은 단절되었다. 잠깐 동안 서류(庶流)의 우에스기 노리카쓰가 우에스기 겐신(上杉謙信)의 후원으로 재건하지만, 곧 고호조씨에 굴복한다.
| 전임 우에스기 도모오키 | 오기가야쓰 우에스기 가 당주 1537년 ~ 1546년 | 후임 우에스기 노리카쓰 |